# نيفادو ديل رويز
نيفادو ديل رويز، والمعروف أيضا إل دي ميسا هيرفيو أو كوماندي, هو بركان شمال سلسلة جبال الإنديز,وتتكون الفوهة البركان إلى عدة طبقات من الحمم البركانية المتناوبة من تصلب الرماد البركاني والصخور وغيرها من الحمم البركانية.
وكان أول نشاط للبركان قبل حوالي مليوني سنة، من أوائل العصر الحديث أو في أواخر العصر الجليدي.
و الانفجارات البركانية تسبب خروج مادة يسمونها بلينيان، والتي تنتج تيارات سريعة الحركة وتدفق الحمم البركانية,هذه الانفجارات غالبا ماتسبب انهيارات طينية ضخمة(تدفق الطين والحطام),مما يشكل تهديدا لحياة البشر.
وفي 11 نوفمبر 1985، نتج انفجار هائل دمر مدينة إريميرو في توليما(كولومبيا),مما سبب في مقتل 23,000.